# Sergio Córdova
Sergio Duvan Córdova Lezama (Calabozo, 19 september 1998) is een Venezolaans voetballer die doorgaans uitkomt als rechtsbuiten. In juli 2025 verruilde hij Alanyaspor voor Young Boys. Córdova maakte in 2017 zijn debuut in het Venezolaans voetbalelftal.

## Clubcarrière
Córdova speelde in de jeugd van Caracas en maakte voor die club zijn debuut op 12 juli 2015. Op die dag werd op bezoek bij Tucanes met 0–4 gewonnen. Córdova mocht in de basis starten en na zestien minuten tekende hij ook voor de eerste treffer van het duel. Tien minuten voor tijd werd hij naar de kant gehaald. Tot aan de zomer van 2017 speelde de aanvaller achtendertig officiële wedstrijden, waarin hij tot vijf doelpunten wist te komen.
In die zomer trok FC Augsburg hem aan voor circa één miljoen euro. Bij zijn nieuwe club ondertekende de Venezolaan een verbintenis voor de duur van vijf seizoenen. Op 19 augustus 2017 debuteerde Córdova voor zijn nieuwe club, toen door een treffer van Nicolai Müller met 1–0 verloren werd van Hamburger SV. De Venezolaan begon op de bank en mocht van coach Manuel Baum na zevenenzestig minuten invallen voor Michael Gregoritsch. Een week later kwam hij voor het eerst tot scoren in Duitsland. Tegen Borussia Mönchengladbach had Alfreð Finnbogason de score geopend, maar door goals van Denis Zakaria en Oscar Wendt stonden de bezoekers lang op voorsprong. Een minuut voor tijd maakte Córdova, ingevallen voor Koo Ja-cheol de gelijkmaker op aangeven van Marcel Heller: 2–2.
Arminia Bielefeld nam de spits in de zomer van 2020 voor een seizoen op huurbasis over. Voor zijn vertrek verlengde Córdova zijn contract bij Augsburg met drie jaar. Na zijn terugkeer uit Bielefeld speelde hij dertien wedstrijden voor Augsburg in de eerste helft van het seizoen 2021/22, waarna Real Salt Lake hem op huurbasis overnam. Na zijn verhuurperiode bleef Córdova actief in de Major League Soccer, nadat Vancouver Whitecaps hem overnam voor ruim twee miljoen euro. In september werd hij weer verkocht, waarna hij voor vier jaar bij Alanyaspor tekende.
In januari 2024 werd hij voor een half seizoen gehuurd door PFK Sotsji, dat tevens een optie tot koop verkreeg. Deze optie werd niet gelicht en na zijn terugkeer bij Alanyaspor kreeg de Venezolaan een basisplaats bij die club. Hij kwam in de jaargang 2024/25 tot negen doelpunten en vier assists. Hierop nam Young Boys hem over voor circa 1,75 miljoen euro en Córdova tekende voor vier seizoenen bij zijn nieuwe club.

## Clubstatistieken
| Seizoen | Club                | Competitie          | Competitie | Competitie | Beker | Beker | Internationaal | Internationaal | Totaal | Totaal |
| Seizoen | Club                | Competitie          | Wed.       | Dlp.       | Wed.  | Dlp.  | Wed.           | Dlp.           | Wed.   | Dlp.   |
| ------- | ------------------- | ------------------- | ---------- | ---------- | ----- | ----- | -------------- | -------------- | ------ | ------ |
| 2015    | Caracas             | Primera División    | 12         | 3          | 1     | 1     | —              | —              | 13     | 4      |
| 2016    | Caracas             | Primera División    | 20         | 1          | 0     | 0     | —              | —              | 20     | 1      |
| 2017    | Caracas             | Primera División    | 4          | 0          | 0     | 0     | 1              | 0              | 5      | 0      |
| 2017/18 | FC Augsburg         | Bundesliga          | 26         | 2          | 1     | 0     | —              | —              | 27     | 2      |
| 2018/19 | FC Augsburg         | Bundesliga          | 20         | 3          | 2     | 0     | —              | —              | 22     | 3      |
| 2019/20 | FC Augsburg         | Bundesliga          | 16         | 2          | 0     | 0     | —              | —              | 16     | 2      |
| 2020/21 | → Arminia Bielefeld | Bundesliga          | 23         | 2          | 1     | 0     | —              | —              | 24     | 2      |
| 2021/22 | FC Augsburg         | Bundesliga          | 13         | 0          | 1     | 0     | —              | —              | 14     | 0      |
| 2022    | → Real Salt Lake    | Major League Soccer | 34         | 11         | 1     | 0     | —              | —              | 35     | 11     |
| 2023    | Vancouver Whitecaps | Major League Soccer | 19         | 2          | 2     | 0     | 5              | 2              | 26     | 4      |
| 2023/24 | Alanyaspor          | Süper Lig           | 18         | 3          | 3     | 0     | —              | —              | 21     | 3      |
| 2023/24 | → PFK Sotsji        | Premjer-Liga        | 10         | 0          | 1     | 0     | —              | —              | 11     | 0      |
| 2024/25 | Alanyaspor          | Süper Lig           | 35         | 9          | 3     | 1     | —              | —              | 38     | 10     |
| 2025/26 | Young Boys          | Super League        | 3          | 0          | 1     | 0     | 0              | 0              | 4      | 0      |
| Totaal  | Totaal              | Totaal              | 253        | 27         | 17    | 2     | 6              | 2              | 276    | 31     |

Bijgewerkt op 20 augustus 2025.

## Interlandcarrière
Córdova maakte op 31 augustus 2018 zijn debuut in het Venezolaans voetbalelftal, toen met 0–0 gelijkgespeeld werd tegen Colombia. De aanvaller mocht van bondscoach Rafael Dudamel als basisspeler aan het duel beginnen en het gehele duel meespelen.
| Interlands van Sergio Córdova voor Venezuela | Interlands van Sergio Córdova voor Venezuela | Interlands van Sergio Córdova voor Venezuela | Interlands van Sergio Córdova voor Venezuela | Interlands van Sergio Córdova voor Venezuela | Interlands van Sergio Córdova voor Venezuela | Interlands van Sergio Córdova voor Venezuela |
| №                                            | Datum                                        | Wedstrijd                                    | Uitslag                                      | Competitie                                   | Goals                                        |                                              |
| Als speler bij FC Augsburg                   | Als speler bij FC Augsburg                   | Als speler bij FC Augsburg                   | Als speler bij FC Augsburg                   | Als speler bij FC Augsburg                   | Als speler bij FC Augsburg                   | Als speler bij FC Augsburg                   |
| -------------------------------------------- | -------------------------------------------- | -------------------------------------------- | -------------------------------------------- | -------------------------------------------- | -------------------------------------------- | -------------------------------------------- |
| 1                                            | 31 augustus 2017                             | Venezuela – Colombia                         | 0 – 0                                        | WK 2018 kwalificatie                         |                                              |                                              |
| 2                                            | 5 september 2017                             | Argentinië – Venezuela                       | 1 – 1                                        | WK 2018 kwalificatie                         |                                              |                                              |
| 3                                            | 5 oktober 2017                               | Venezuela – Uruguay                          | 0 – 0                                        | WK 2018 kwalificatie                         |                                              |                                              |
| 4                                            | 10 oktober 2017                              | Paraguay – Venezuela                         | 0 – 1                                        | WK 2018 kwalificatie                         |                                              |                                              |
| 5                                            | 7 september 2018                             | Venezuela – Colombia                         | 1 – 2                                        | Vriendschappelijk                            |                                              |                                              |
| 6                                            | 11 september 2018                            | Panama – Venezuela                           | 0 – 2                                        | Vriendschappelijk                            |                                              |                                              |
| 7                                            | 16 november 2018                             | Japan – Venezuela                            | 1 – 1                                        | Vriendschappelijk                            |                                              |                                              |
| 8                                            | 20 november 2018                             | Iran – Venezuela                             | 1 – 1                                        | Vriendschappelijk                            |                                              |                                              |
| Als speler bij Arminia Bielefeld             |                                              |                                              |                                              |                                              |                                              |                                              |
| 9                                            | 9 oktober 2020                               | Colombia – Venezuela                         | 3 – 0                                        | WK 2022 kwalificatie                         |                                              |                                              |
| 10                                           | 13 oktober 2020                              | Venezuela – Paraguay                         | 0 – 1                                        | WK 2022 kwalificatie                         |                                              |                                              |
| 11                                           | 13 juni 2021                                 | Brazilië – Venezuela                         | 3 – 0                                        | Copa América 2021                            |                                              |                                              |
| 12                                           | 17 juni 2021                                 | Colombia – Venezuela                         | 0 – 0                                        | Copa América 2021                            |                                              |                                              |
| 13                                           | 20 juni 2021                                 | Venezuela – Ecuador                          | 2 – 2                                        | Copa América 2021                            |                                              |                                              |
| 14                                           | 27 juni 2021                                 | Venezuela – Peru                             | 0 – 1                                        | Copa América 2021                            |                                              |                                              |
| Als speler bij FC Augsburg                   |                                              |                                              |                                              |                                              |                                              |                                              |
| 15                                           | 7 oktober 2021                               | Venezuela – Brazilië                         | 1 – 3                                        | WK 2022 kwalificatie                         |                                              |                                              |
| Als speler bij Real Salt Lake                |                                              |                                              |                                              |                                              |                                              |                                              |
| 16                                           | 27 september 2022                            | Venezuela – Paraguay                         | 0 – 4                                        | Vriendschappelijk                            |                                              |                                              |
| Als speler bij Alanyaspor                    |                                              |                                              |                                              |                                              |                                              |                                              |
| 17                                           | 12 september 2023                            | Venezuela – Paraguay                         | 1 – 0                                        | WK 2026 kwalificatie                         |                                              |                                              |
| 18                                           | 12 oktober 2023                              | Brazilië – Venezuela                         | 1 – 1                                        | WK 2026 kwalificatie                         |                                              |                                              |
| Als speler bij PFK Sotsji                    |                                              |                                              |                                              |                                              |                                              |                                              |
| 19                                           | 24 maart 2024                                | Guatemala – Venezuela                        | 0 – 0                                        | Vriendschappelijk                            |                                              |                                              |

Bijgewerkt op 20 augustus 2025.